# Liste der denkmalgeschützten Objekte in Kundl
Die Liste der denkmalgeschützten Objekte in Kundl enthält die 15 denkmalgeschützten, unbeweglichen Objekte der Tiroler Marktgemeinde Kundl.

## Denkmäler
| Foto  |                 | Denkmal | Standort                                      | Beschreibung | Metadaten |
| ----- | --------------- | --- | --------------------------------------------- | --- | --- |
| ja    | Datei hochladen | Gasthof Auerwirt HERIS-ID: 39845 Objekt-ID: 39679 TKK: 3149                                                                             | Biochemiestraße 14 Standort KG: Kundl         | Die Besitzerreihenfolge des Gasthofs ist ab 1587 urkundlich dokumentiert, der Name stammt vom Besitzer Jacob Auer, Wirt ab 1721. 1758–1760 wurde ein Neubau errichtet, der 1864–1867 renoviert wurde, davon stammt auch die Bemalung am Eingang. Der zweigeschoßige barocke Mauerbau über giebelseitig erschlossenem Mittelflurgrundriss mit flachem Pfettendach weist ein breites Korbbogenportal von 1758 auf. Die Fassaden sind regelmäßig gegliedert, mit aufwändiger spätbarocker Rahmenmalerei mit Rocaillenkartuschen, am Portal flankierende Bäume und Weinranken. Die Malerei an den Fenstern ist geschoßweise differenziert, im Giebelfeld befindet sich ein Mariahilf-Bild. Im modernisierten Inneren hat sich eine ältere Stube erhalten. | BDA-Hist.: Q37991426 Status: Bescheid Stand der BDA-Liste: 2025-06-30 Name: Gasthof Auerwirt GstNr.: 52 |
| ja    | Datei hochladen | Gasthof Post HERIS-ID: 39846 Objekt-ID: 39680 TKK: 3146                                                                                 | Biochemiestraße 28 Standort KG: Kundl         | Die Besitzerreihenfolge des Gasthofs ist ab 1547 urkundlich dokumentiert, nach 1601 wurde das Gebäude restauriert, 1768 umgebaut. Der zweigeschoßige Mauerbau über giebelseitig erschlossenem Mittelflurgrundriss mit Pfettendach weist ein breites Rundbogenportal mit abgefaster Steinrahmung auf, das zweiflügelige Holztor ist mit dem Doppeladler bemalt. Im Obergeschoß befinden sich giebelseitig zwei polygonale Erker, im Südosten ein massiver Eckerker. Die spätbarocke Fassadenmalereien mit Architekturmalerei, Heiligenfiguren (hll. Sebastian, Paulus, Petrus, Leonhard) und Mariahilf-Medaillon stammt aus der zweiten Hälfte des 18. Jahrhunderts bis. Traufseitig befinden sich Fassadenbilder von 1938 (hl. Georg) und von Alois Prinz von 1957 (hl. Notburga). Im großteils umgebauten Inneren haben sich eine ältere Gaststube und Stuckdecken in den Erkerräumen erhalten. | BDA-Hist.: Q37991438 Status: Bescheid Stand der BDA-Liste: 2025-06-30 Name: Gasthof Post GstNr.: .49/1 |
| ja    | Datei hochladen | Nepomukbildstock an der Wildschönauer Ache HERIS-ID: 106343 Objekt-ID: 123478 TKK: 3144                                                 | Dorfstraße 44, in der Nähe Standort KG: Kundl | Der Nepomukbildstock an der Brücke über die Wildschönauer Ache stammt aus der Mitte des 18. Jahrhunderts. | BDA-Hist.: Q37807412 Status: § 2a Stand der BDA-Liste: 2025-06-30 Name: Nepomukbildstock an der Wildschönauer Ache GstNr.: 1385/4                                                                                  |
| ja    | Datei hochladen | Widum mit Ummauerung HERIS-ID: 55672 Objekt-ID: 64428 TKK: 3182                                                                         | Kirchgasse 1 Standort KG: Kundl               | Das westlich der Pfarrkirche gelegene Widum ist von einem Garten umgeben. Das Gebäude wurde 1575 anstelle eines durch Brand im Jahr 1572 zerstörten Vorgängerbaus errichtet. Die Fassaden wurden vermutlich im 18. Jahrhundert neu gestaltet und 1931 und 1980 renoviert. Der zweigeschoßige Mauerbau über giebelseitig erschlossenem Mittelflurgrundriss mit Pfettendach weist an drei Ecken des Obergeschoßes jeweils einen runder Erker, z. T. mit abschließendem Bogenfries, auf. Im ersten Obergeschoß an der Südseite befindet sich ein Söller mit gedrechselten Säulen. Das Innere weist ebenerdig und im Obergeschoß einen gewölbten Mittelflur und im Erdgeschoß gewölbte Küchenräume auf. | BDA-Hist.: Q38067109 Status: § 2a Stand der BDA-Liste: 2025-06-30 Name: Widum mit Ummauerung GstNr.: 72 Widum Kundl                                                                                                |
| ja BW | Datei hochladen | Kath. Pfarrkirche Mariä Himmelfahrt und Friedhof mit Kriegerdenkmal HERIS-ID: 106318 Objekt-ID: 123449 TKK: 3166                        | bei Kirchgasse 1 Standort KG: Kundl           | Urkundlich wurde 788 eine Kirche genannt. Reste der Vorgängerbauten bis in die Karolingerzeit wurden 1970 bei Grabungen gesichert. An der Stelle einer gotischen Kirche wurde von 1734 bis 1736 ein barocker Neubau nach den Plänen des Architekten Georg Philipp Apeller erbaut. 1978 war eine Renovierung. | BDA-Hist.: Q37807330 Status: § 2a Stand der BDA-Liste: 2025-06-30 Name: Kath. Pfarrkirche Mariä Himmelfahrt und Friedhof mit Kriegerdenkmal GstNr.: .43/2, 71/3, 76/1, 76/2 Pfarrkirche Kundl                      |
| ja    | Datei hochladen | Kundler Klamm-Brücke HERIS-ID: 106335 Objekt-ID: 123470 TKK: 115635                                                                     | südöstlich Klammstraße 44 Standort KG: Kundl  | Die Kundler Klamm-Brücke bildet den Abschluss der Straße in die Wildschönau durch die Kundler Klamm. Die Brücke über die Wildschönauer Ache wurde 1913/14 vom Stadtbauamt Innsbruck komplett aus Holz erbaut und weist eine Spannweite von 32 Metern auf, 1914 wurde sie eröffnet. Die Brücke ist weitgehend im Originalzustand erhalten. | BDA-Hist.: Q37807356 Status: § 2a Stand der BDA-Liste: 2025-06-30 Name: Kundler Klamm-Brücke GstNr.: 1385/1, 1363/3, 1401                                                                                          |
| ja    | Datei hochladen | Kapelle in der Saulueg HERIS-ID: 106340 Objekt-ID: 123475 TKK: 3110                                                                     | südwestlich Saulueg 16 Standort KG: Kundl     | | BDA-Hist.: Q37807379 Status: § 2a Stand der BDA-Liste: 2025-06-30 Name: Kapelle in der Saulueg GstNr.: .201 |
| ja    | Datei hochladen | Kath. Filialkirche hl. Leonhard und Kirchhofanlage samt Heiltumslaube und Figur hl. Leonhard HERIS-ID: 58925 Objekt-ID: 69816 TKK: 3207 | St. Leonhard 1 Standort KG: Kundl             | → Hauptartikel : St. Leonhard (Kundl) f1 | BDA-Hist.: Q38085246 Status: § 2a Stand der BDA-Liste: 2025-06-30 Name: Kath. Filialkirche hl. Leonhard und Kirchhofanlage samt Heiltumslaube und Figur hl. Leonhard GstNr.: .483 Filialkirche St. Leonhard, Kundl |
| ja    | Datei hochladen | Schieferrollkapelle HERIS-ID: 106341 Objekt-ID: 123476 TKK: 3117                                                                        | bei Schieferrollstraße 21 Standort KG: Kundl  | | BDA-Hist.: Q37807389 Status: § 2a Stand der BDA-Liste: 2025-06-30 Name: Schieferrollkapelle GstNr.: .138 |
| ja    | Datei hochladen | Kreuzstein Schießstandweg HERIS-ID: 106339 Objekt-ID: 123474 TKK: 140463                                                                | gegenüber Schießstandweg 8 Standort KG: Kundl | Der Stein am Wegesrand neben einem Wegkreuz weist ein reliefiertes Tatzenkreuz und die eingemeißelte Jahreszahl 1677 auf. | BDA-Hist.: Q37807366 Status: § 2a Stand der BDA-Liste: 2025-06-30 Name: Kreuzstein Schießstandweg GstNr.: 1312 |
| ja    | Datei hochladen | Bergkreuzkapelle HERIS-ID: 106342 Objekt-ID: 123477 TKK: 3125                                                                           | südlich Schießstandweg 80 Standort KG: Kundl  | Die Kapelle am Weg zur Kuntlburg wurde 1898 errichtet. Der Mauerbau mit eingezogener, in den Hang gebauter polygonaler Apsis und schindelgedecktem Satteldach weist giebelseitig ein Rundbogenportal, darüber eine segmentbogige Nische mit Kruzifix auf. Wandöffnungen und Hohlkehle sind farblich akzentuiert. Das Innere ist tonnengewölbt, die Apsis ist als Nische ausgebildet, segmentbogig geschlossen und vergittert. | BDA-Hist.: Q37807400 Status: § 2a Stand der BDA-Liste: 2025-06-30 Name: Bergkreuzkapelle GstNr.: 1282/2 |
| BW    | Datei hochladen | Kühlanlage MONI HERIS-ID: 265043seit 2025                                                                                               | Schießstandweg 80 Standort KG: Kundl          | Es handelt sich um eine historische Kühlanlage, die um 1890 errichtet wurde und bis 2013 in Betrieb war. | BDA-Hist.: Q135167841 Status: Bescheid Stand der BDA-Liste: 2025-06-30 Name: Kühlanlage MONI GstNr.: 1311/3, 1282/2                                                                                                |
| ja    | Datei hochladen | Kuntlburg / Burgruine Kundl HERIS-ID: 106334 Objekt-ID: 123469 TKK: 3196                                                                | Standort KG: Kundl                            | Eine Burg zu Kundl wurde 1213 vom Bischof von Regensburg dem Herzog von Bayern zu Lehen gegeben. Die auf ihr sitzenden Ministerialen, die Herren von Kundl, starben zu Beginn des 15. Jahrhunderts aus, Burg und Besitz gingen aber schon 1340 an Konrad Kummersbrucker über, der mit Erlaubnis von Markgraf Ludwig 1358 auf dem Berg zu Kundl eine Festung neu erbauen oder die alte erneuern ließ. Ab dem 15. Jahrhundert ist die Burg dem Verfall preisgegeben. Von der Burg am Eingang der Kundler Klamm sind nur noch geringe Mauerreste erhalten, darunter der Mauerpfeiler des Bergfrieds (?) und Reste der Ringmauer, bei denen zwei Bauperioden feststellbar sind. | BDA-Hist.: Q37807345 Status: § 2a Stand der BDA-Liste: 2025-06-30 Name: Kuntlburg/ Burgruine Kundl GstNr.: 1282/2 Kuntlburg, Kundl                                                                                 |
| ja    | Datei hochladen | Bildsäule Liesfeld HERIS-ID: 106327 Objekt-ID: 123462 TKK: 3142                                                                         | Standort KG: Liesfeld                         | Der Bildstock ist mit 1513 bezeichnet, die Nischenmalereien stammen von Alois Prinz aus dem Jahre 1975. | BDA-Hist.: Q37807339 Status: § 2a Stand der BDA-Liste: 2025-06-30 Name: Bildsäule Liesfeld GstNr.: 586 |
| BW    | Datei hochladen | Bronze- und eisenzeitliche Fundstelle im Kundler Lus HERIS-ID: 113201 Objekt-ID: 131461seit 2018                                        | Standort KG: Liesfeld                         | Auf dem Gelände einer Schottergrube auf einem Schwemmfächer wurde seit den 1970er Jahren eine ausgedehnte archäologische Stätte freigelegt. Sie besteht unter anderem aus einem Gräberfeld mit mehr als 166 Bestattungen aus der Fritzens-Sanzeno-Kultur. Östlich davon wurde ein hallstatt- sowie latènezeitliches Werkstättenareal zur Eisenverarbeitung gefunden. Weitere Funde weisen auch auf die Gewinnung von Kupfer aus Fahlerz hin, das vermutlich aus dem nahegelegenen Bergbaugebiet Schwaz/Brixlegg stammte. Neben den Werkstätten befand sich eine umfangreiche Wohnsiedlung mit zahlreichen Gebäuden, in der Fein- und Grobkeramik, Webgewichte, Nähnadeln, Mühlsteine, Schmuck- und Waffenfragmente sowie Tierknochen entdeckt wurden. | BDA-Hist.: Q105647029 Status: § 9-Feststellung Bodendenkmal Stand der BDA-Liste: 2025-06-30 Name: Bronze- und eisenzeitliche Fundstelle im Kundler Lus GstNr.: 525/60, 525/63                                      |